# 16e Screen Actors Guild Awards
De 16e Screen Actors Guild Awards, waarbij prijzen werden uitgereikt voor uitstekende acteerprestaties in film en televisie voor het jaar 2009, gekozen door de leden van de Screen Actors Guild, vonden plaats op 23 januari 2010 in het Shrine Auditorium in Los Angeles. De prijs voor de volledige carrière werd uitgereikt aan Betty White.

## Film

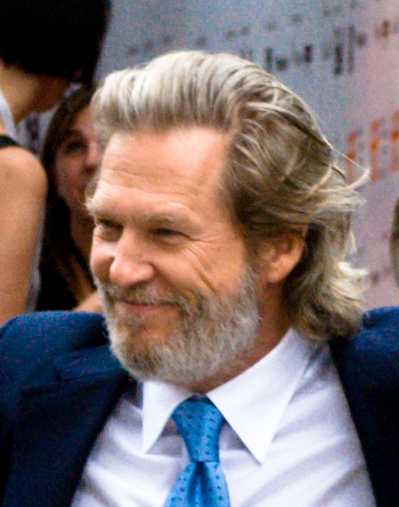
Jeff Bridges (Crazy Heart), winnaar mannelijke acteur in een hoofdrol

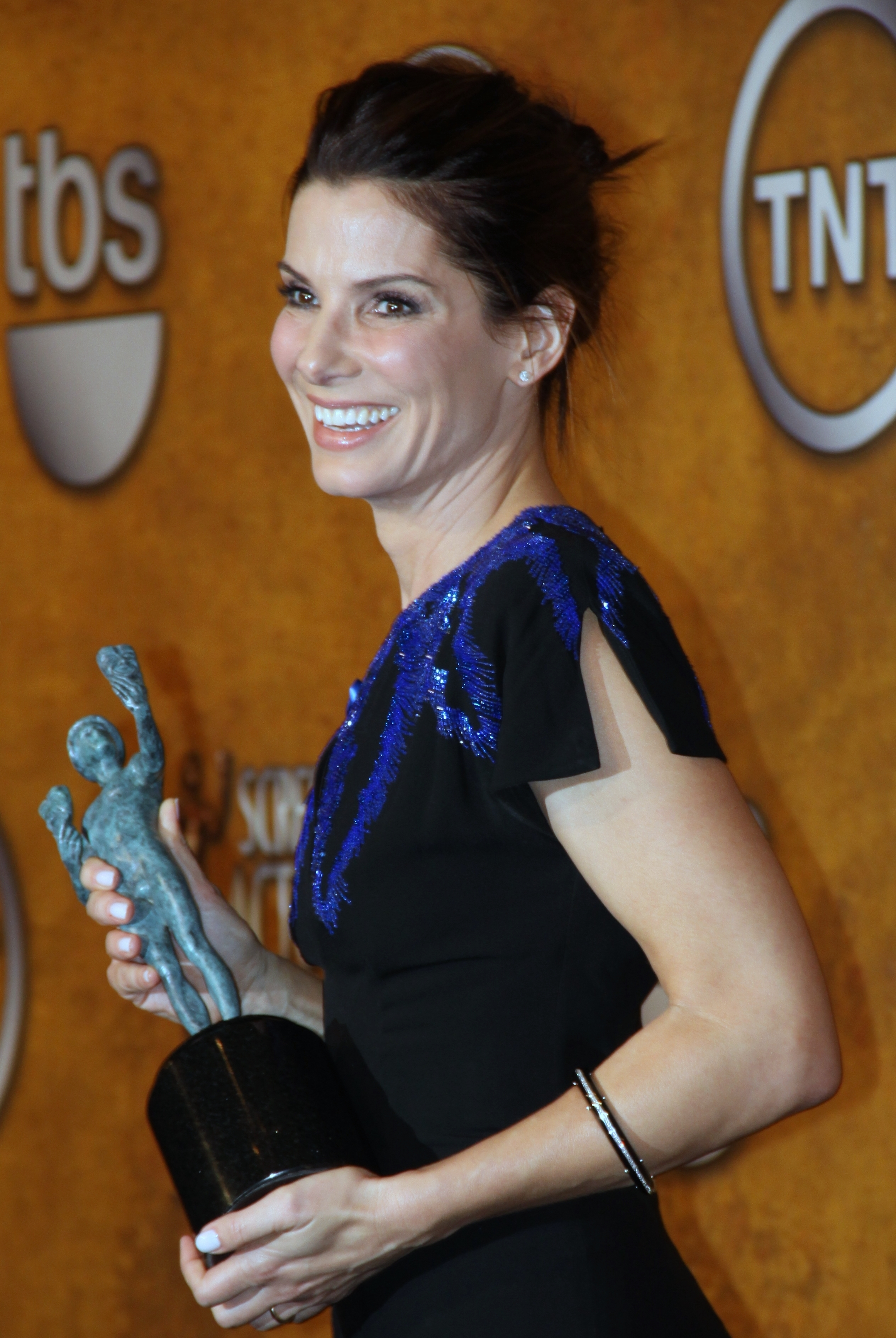
Sandra Bullock (The Blind Side), winnaar vrouwelijke acteur in een hoofdrol

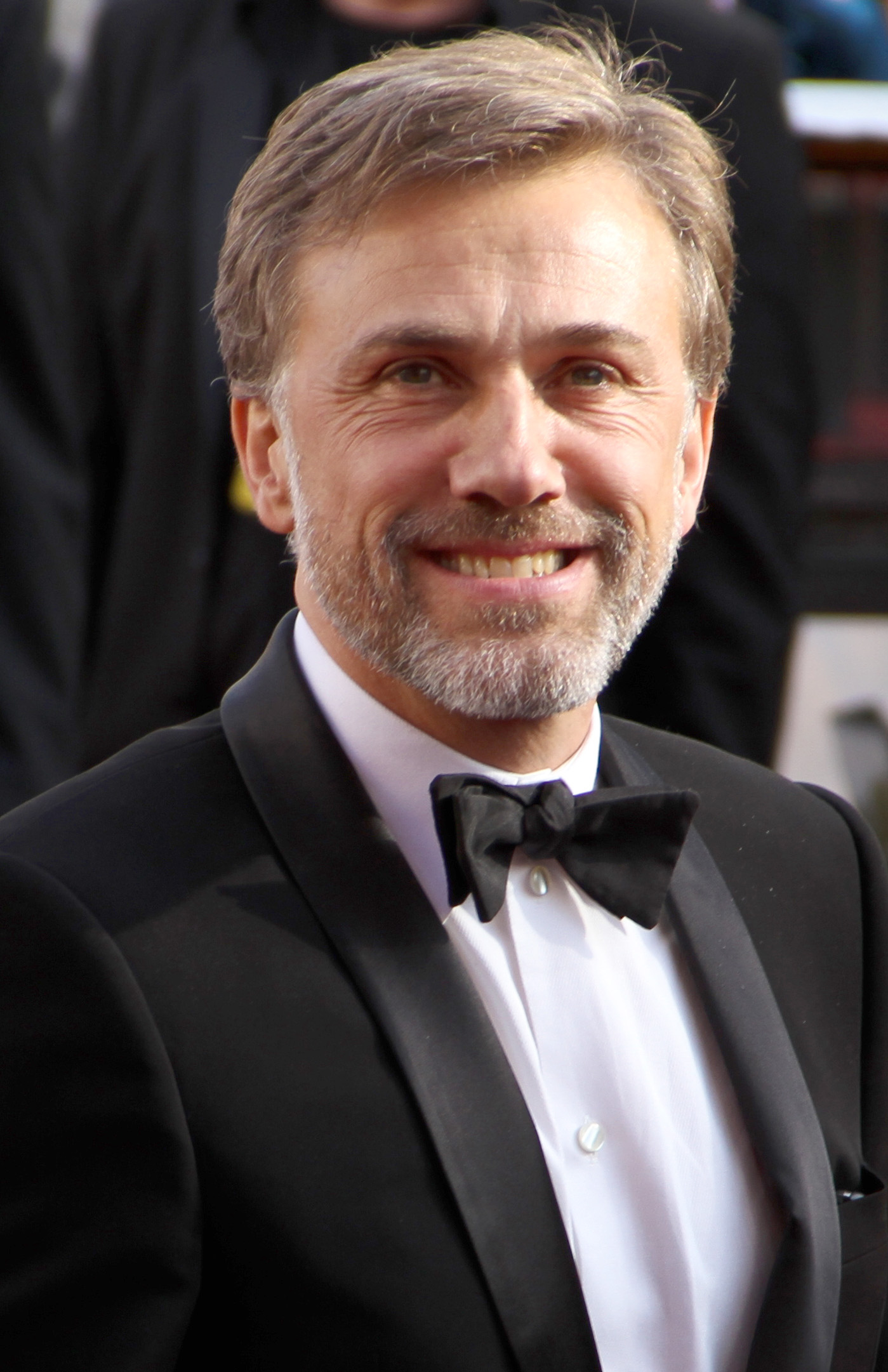
Christoph Waltz (Inglourious Basterds), winnaar mannelijke acteur in een bijrol

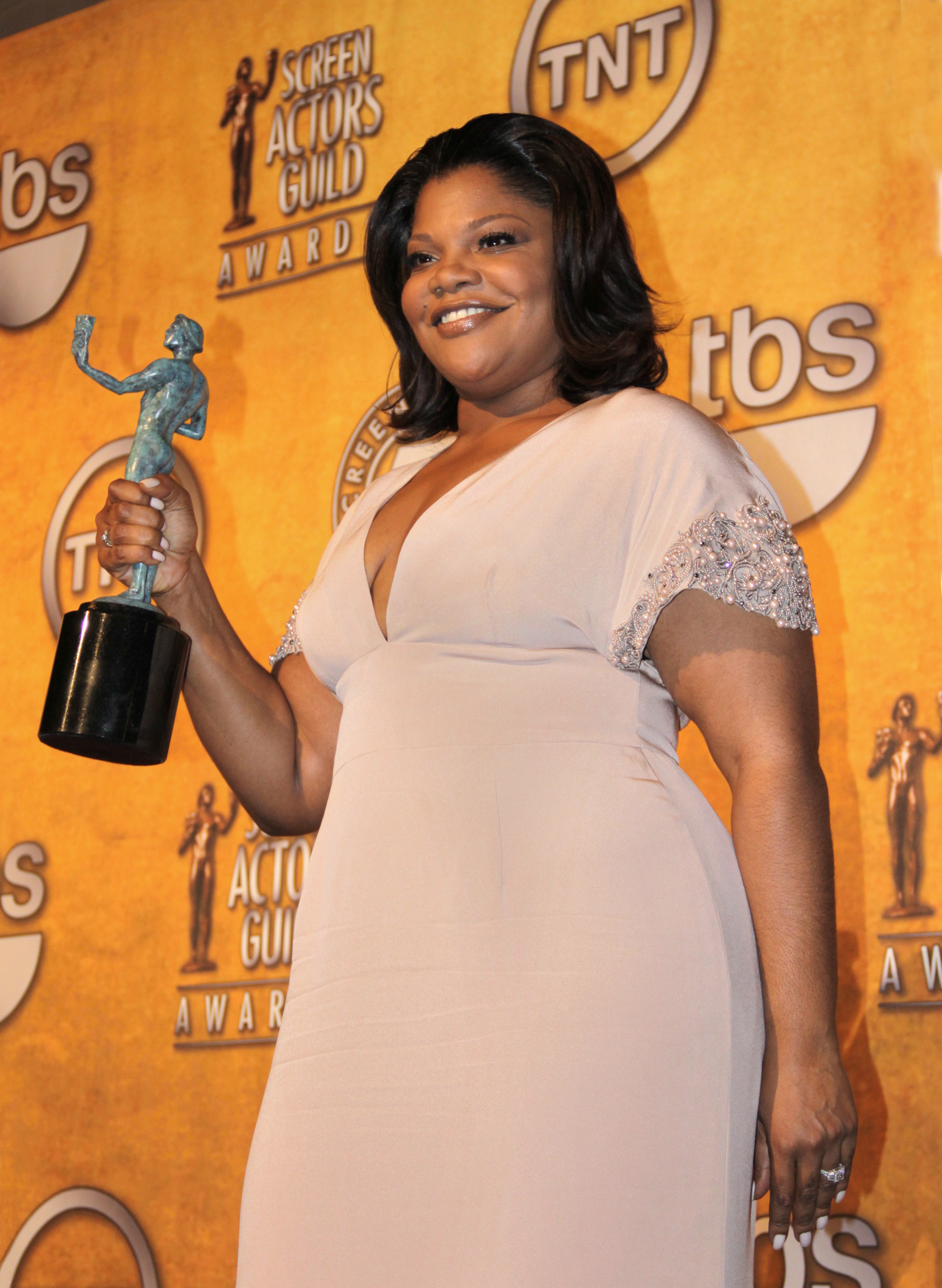
Mo'Nique (Precious: Based on the Novel "Push" by Sapphire), winnaar actrice in een bijrol

De winnaars staan bovenaan in vet lettertype.

### Cast in een film
Outstanding Performance by a Cast in a Motion Picture
- Inglourious Basterds
  - An Education
  - The Hurt Locker
  - Nine
  - Precious: Based on the Novel "Push" by Sapphire

### Mannelijke acteur in een hoofdrol
Outstanding Performance by a Male Actor in a Leading Role
- Jeff Bridges - Crazy Heart
  - George Clooney - Up in the Air
  - Colin Firth - A Single Man
  - Morgan Freeman - Invictus
  - Jeremy Renner - The Hurt Locker

### Vrouwelijke acteur in een hoofdrol
Outstanding Performance by a Female Actor in a Leading Role
- Sandra Bullock - The Blind Side
  - Helen Mirren - The Last Station
  - Carey Mulligan - An Education
  - Gabourey Sidibe - Precious: Based on the Novel "Push" by Sapphire
  - Meryl Streep - Julie & Julia

### Mannelijke acteur in een bijrol
Outstanding Performance by a Male Actor in a Supporting Role
- Christoph Waltz - Inglourious Basterds
  - Matt Damon - Invictus
  - Woody Harrelson - The Messenger
  - Christopher Plummer - The Last Station
  - Stanley Tucci - The Lovely Bones

### Vrouwelijke acteur in een bijrol
Outstanding Performance by a Female Actor in a Supporting Role
- Mo'Nique - Precious: Based on the Novel "Push" by Sapphire
  - Penélope Cruz - Nine
  - Vera Farmiga - Up in the Air
  - Anna Kendrick - Up in the Air
  - Diane Kruger - Inglourious Basterds

### Stuntteam in een film
Outstanding Performance by a Stunt Ensemble in a Motion Picture
- Star Trek
  - Public Enemies
  - Transformers: Revenge of the Fallen

## Televisie

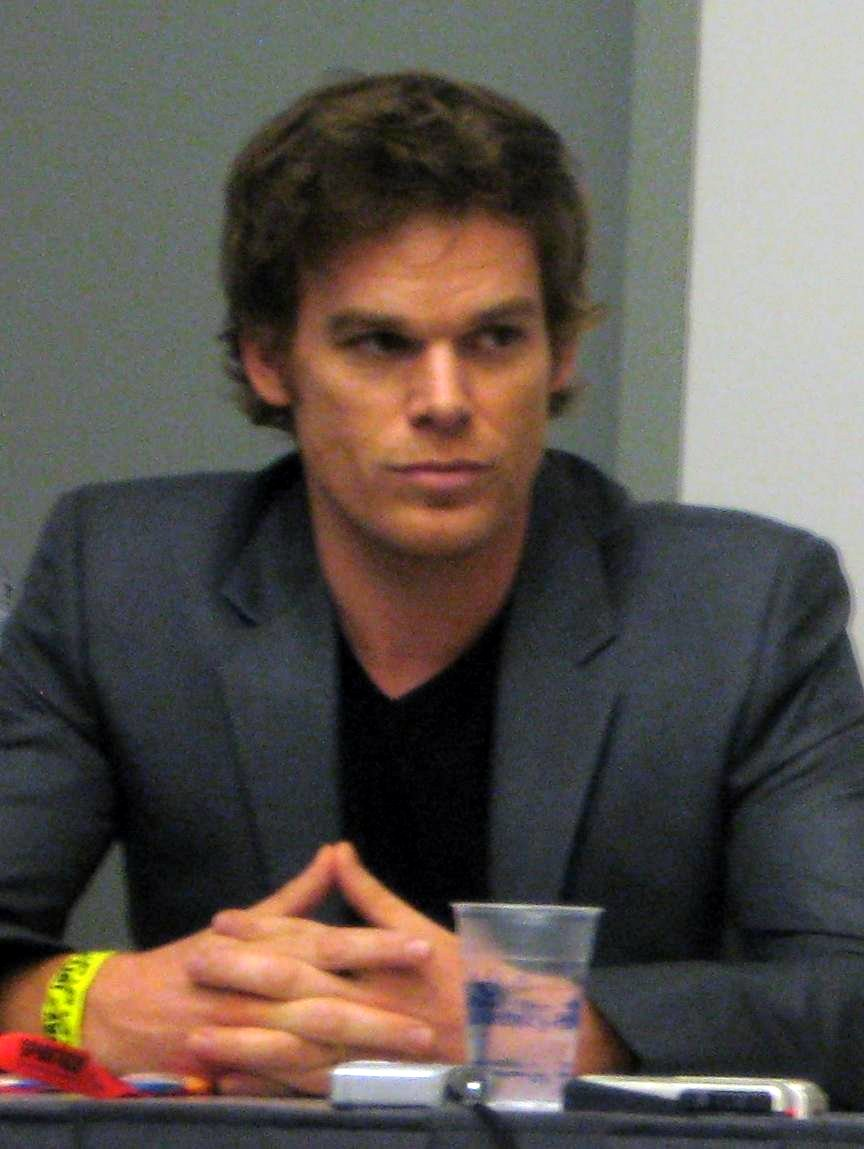
Michael C. Hall (Dexter), winnaar mannelijke acteur in een dramaserie

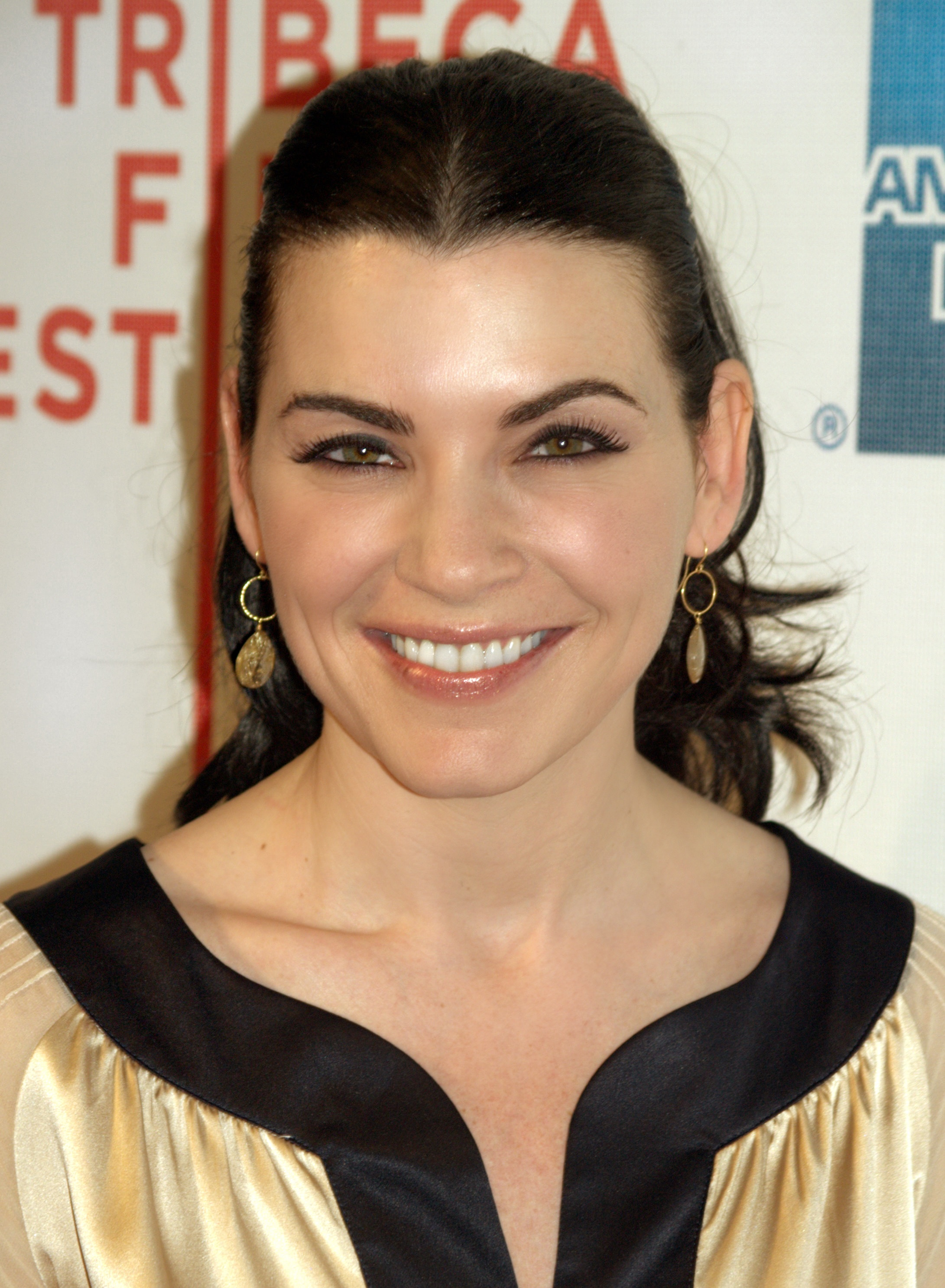
Julianna Margulies (The Good Wife), winnaar vrouwelijke acteur in een dramaserie

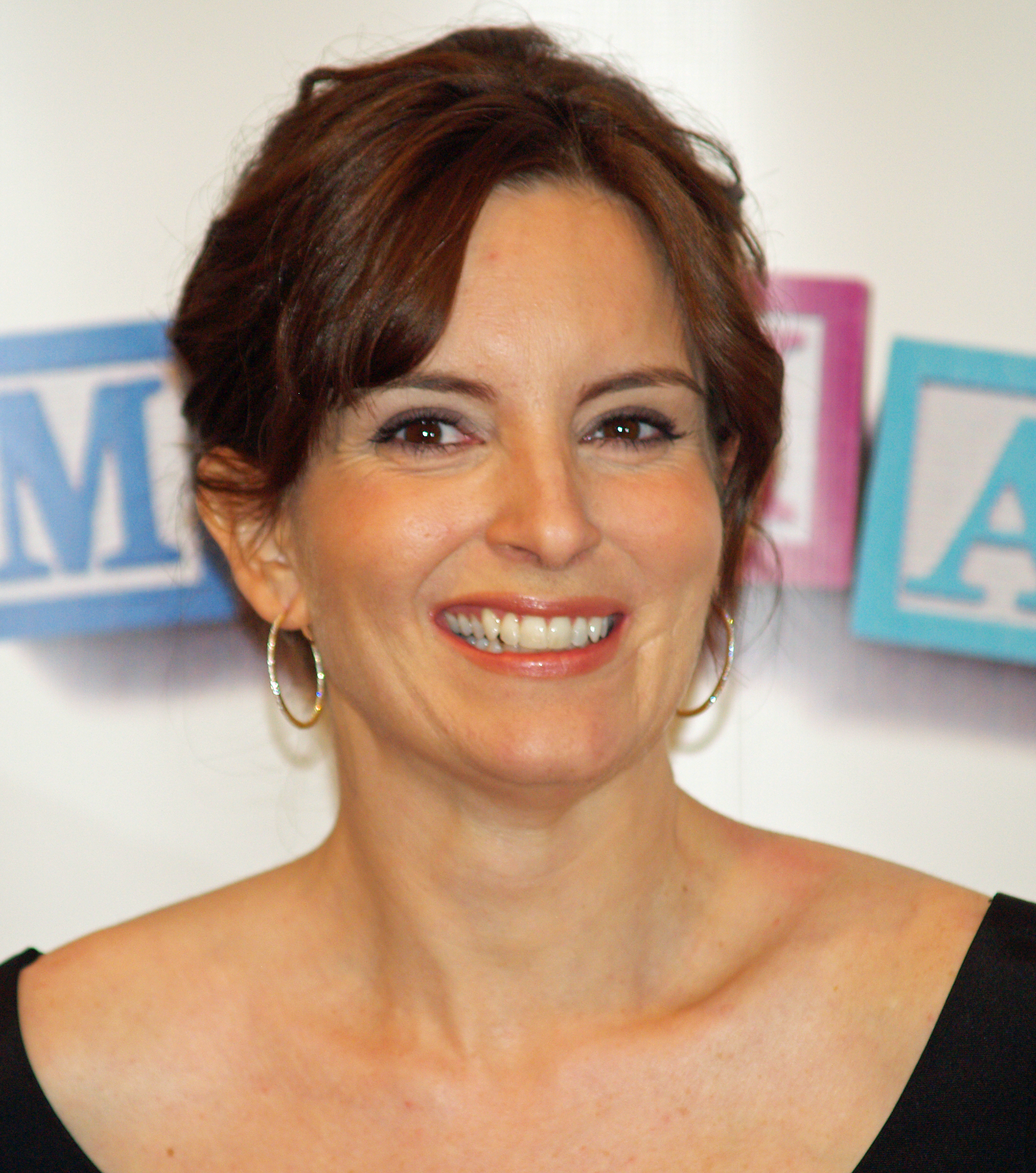
Tina Fey (30 Rock), winnaar vrouwelijke acteur in een komedieserie

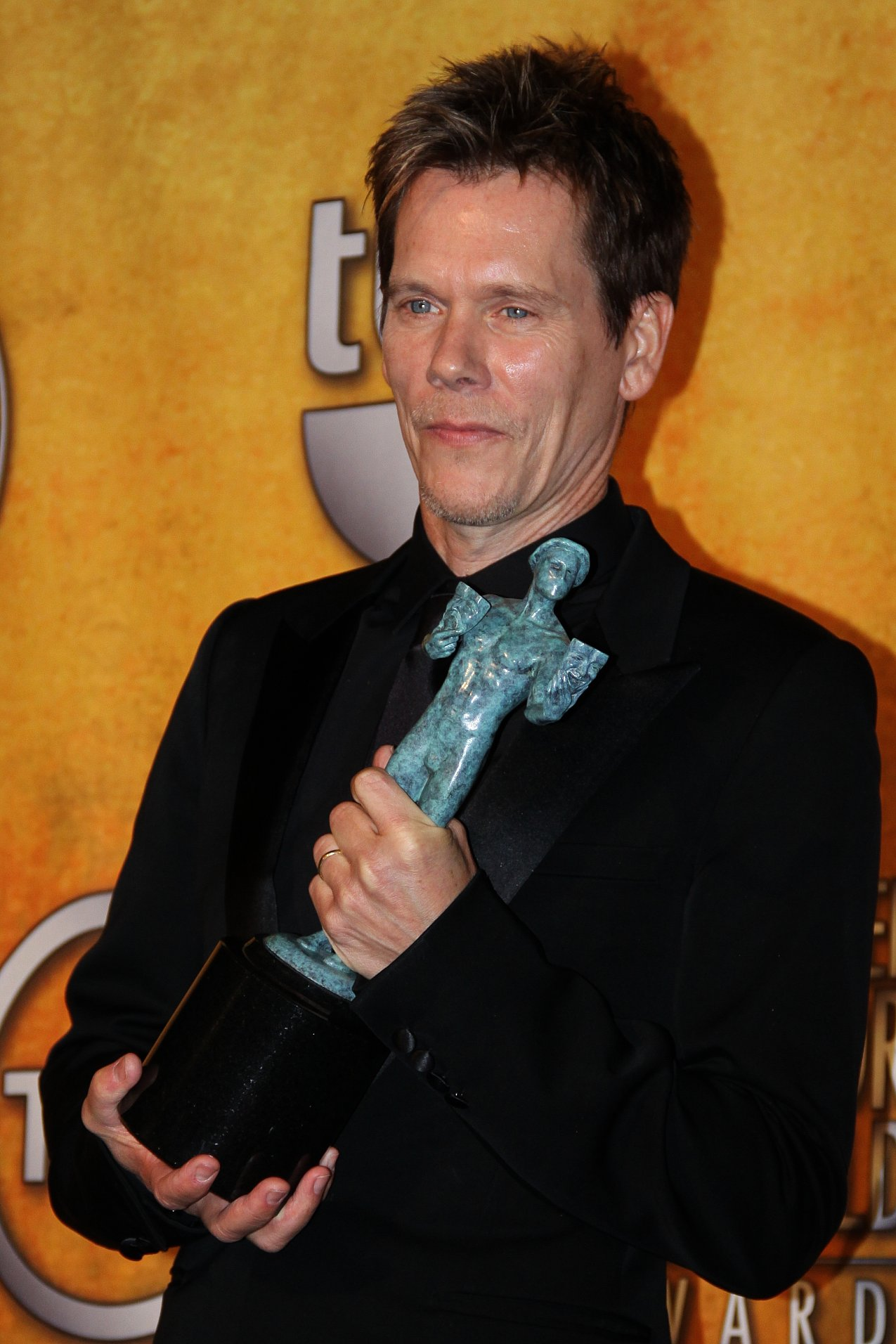
Kevin Bacon (Taking Chance), winnaar mannelijke acteur in een miniserie of televisiefilm

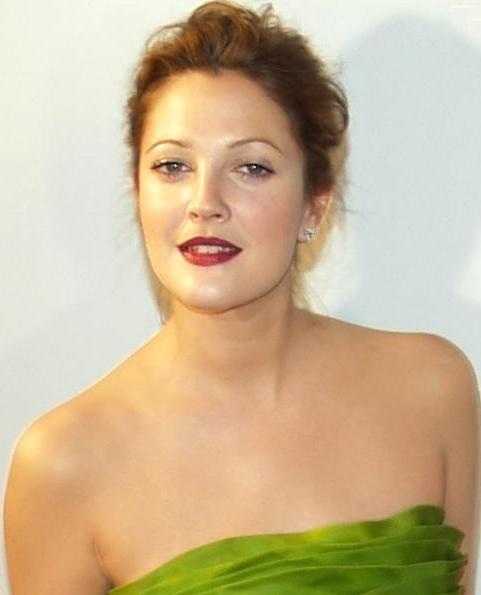
Drew Barrymore (Grey Gardens), winnaar vrouwelijke acteur in een miniserie of televisiefilm

De winnaars staan bovenaan in vet lettertype.

### Ensemble in een dramaserie
Outstanding Performance by an Ensemble in a Drama Series
- Mad Men
  - The Closer
  - Dexter
  - The Good Wife
  - True Blood

### Mannelijke acteur in een dramaserie
Outstanding Performance by a Male Actor in a Drama Series
- Michael C. Hall - Dexter
  - Simon Baker - The Mentalist
  - Bryan Cranston - Breaking Bad
  - Jon Hamm - Mad Men
  - Hugh Laurie - House

### Vrouwelijke acteur in een dramaserie
Outstanding Performance by a Female Actor in a Drama Series
- Julianna Margulies - The Good Wife
  - Patricia Arquette - Medium
  - Glenn Close - Damages
  - Mariska Hargitay - Law & Order: SVU
  - Holly Hunter - Saving Grace
  - Kyra Sedgwick - The Closer

### Ensemble in een komedieserie
Outstanding Performance by an Ensemble in a Comedy Series
- Glee
  - 30 Rock
  - Curb Your Enthusiasm
  - Modern Family
  - The Office

### Mannelijke acteur in een komedieserie
Outstanding Performance by a Male Actor in a Comedy Series
- Alec Baldwin - 30 Rock
  - Steve Carell - The Office
  - Larry David - Curb Your Enthusiasm
  - Tony Shalhoub - Monk
  - Charlie Sheen - Two and a Half Men

### Vrouwelijke acteur in een komedieserie
Outstanding Performance by a Female Actor in a Comedy Series
- Tina Fey - 30 Rock
  - Christina Applegate - Samantha Who?
  - Toni Collette - United States of Tara
  - Edie Falco - Nurse Jackie
  - Julia Louis-Dreyfus - The New Adventures of Old Christine

### Mannelijke acteur in een miniserie of televisiefilm
Outstanding Performance by a Male Actor in a Television Movie or Miniseries
- Kevin Bacon - Taking Chance
  - Cuba Gooding jr. - Gifted Hands: The Ben Carson Story
  - Jeremy Irons - Georgia O'Keeffe
  - Kevin Kline - Great Performances: Cyrano de Bergerac
  - Tom Wilkinson - A Number

### Vrouwelijke acteur in een miniserie of televisiefilm
Outstanding Performance by a Female Actor in a Television Movie or Miniseries
- Drew Barrymore - Grey Gardens
  - Joan Allen - Georgia O'Keeffe
  - Ruby Dee - America
  - Jessica Lange - Grey Gardens
  - Sigourney Weaver - Prayers for Bobby

### Stuntteam in een televisieserie
Outstanding Performance by a Stunt Ensemble in a Television Series
- 24
  - The Closer
  - Dexter
  - Heroes
  - The Unit